# Claudine Kauffmann
Pour les articles homonymes, voir Kauffmann.
Claudine Kauffmann, née le 28 septembre 1944, est une femme politique française.
Membre du Front national (FN), elle est élue en 2014 conseillère municipale d'opposition à La Celle (Var). Elle devient sénatrice en 2017, après la démission de David Rachline ; aussitôt, l'exhumation de certains de ses propos conduit à sa suspension du parti. Elle adhère ensuite à Debout la France (DLF). Elle n'est pas réélue lors des élections sénatoriales de 2020.

## Biographie
Lors des élections municipales de 2014, elle est élue conseillère municipale d'opposition à La Celle, où elle s'est installée en 2011. Alors adhérente récente du FN, elle a été recommandée par Laurent Lopez à Frédéric Boccaletti, dirigeant de la section FN du Var.
Aux élections départementales de 2015, elle se présente avec Laurent Lopez sur le canton de Brignoles mais, avec 47,1 % des voix, le binôme est battu au second tour.
À la suite de la décision de David Rachline, frappé par la nouvelle réglementation sur le non-cumul des mandats, de quitter le Sénat pour rester maire de Fréjus, elle devient sénatrice le 1er octobre 2017. En effet, elle figurait en deuxième position sur la liste Front national du Var aux élections sénatoriales de 2014. Elle devient ainsi la première femme sénatrice de l'histoire du FN. Elle affirme avoir reçu des pressions pour renoncer à ce poste afin que Frédéric Boccaletti, président du groupe FN à la région Provence-Alpes-Cote d'Azur, obtienne le siège de sénateur à sa place. Pour ces propos, elle est condamnée par la cour d'appel d'Aix-en-Provence, en novembre 2018, pour diffamation publique à l'encontre de Frédéric Boccaletti, à qui elle doit verser 5 000 € d'amende au titre du préjudice moral.
Au moment de sa prise de fonction, certains de ses propos publiés sur Facebook font l'objet d'un article sur le site du média BuzzFeed : en mai 2017, elle compare l'arrivée de migrants en France à l'occupation nazie. Il est aussi relevé son adhésion à la théorie du grand remplacement,. Avec la polémique qui s'ensuit, elle est suspendue du FN. En mars 2018, elle annonce avoir « décidé de ne plus compter parmi les adhérents du Front national ». Var-Matin indique qu'« au cœur de cette rupture, il y a aussi une brouille – très forte – entre deux hommes : le secrétaire départemental du FN varois, Frédéric Boccaletti et Laurent Lopez, ex conseiller général FN de Brignoles, et proche de Claudine Kauffmann dont il est d'ailleurs l'attaché parlementaire. »
Elle se rapproche ensuite de Nicolas Dupont-Aignan dans la perspective d'une « union des droites ». En 2019, elle adhère à son parti, Debout la France. Elle soutient sa liste aux élections européennes de 2019 et rejoint également la structure qu'il a fondée pour l'occasion, Les Amoureux de la France.
Lors des élections sénatoriales de 2020, elle se présente à la tête d’une liste divers droite qui n’obtient aucun siège,.